# マヌエル・ガスパリーニ
マヌエル・ガスパリー二（Manuel Gasparini、2002年5月19日 - ）は、イタリア・サン・ダニエーレ・デル・フリウーリ出身のサッカー選手。
デルフィーノ・ペスカーラ1936所属。ポジションはゴールキーパー。

## 経歴

### クラブ
2020年9月1日、ウディネーゼ・カルチョのトップチームに昇格。2021年5月23日に行われたインテル・ミラノ戦で、チームが5－1で負けている中、88分にトップチームデビューを果たした。
2021年7月9日、FCプロ・ヴェルチェッリへのレンタル移籍が発表された。
2021年8月25日、FCレニャーゴ・サルスへのレンタル移籍が発表された。
2022年7月26日、ポテンツァ・カルチョに移籍した。
2024年1月4日、デルフィーノ・ペスカーラ1936へのレンタル移籍が発表された。

### 代表
イタリアU-15代表、U-16代表、U-17代表、U-18代表に選出された。

## その他
ガーディアン紙のネクスト・ジェネレーション2019に収録された。